# Hamed Kavianpour
Hamed Kavianpour (Bandar Anzali, 1 de dezembro de 1978) é um ex-futebolista profissional iraniano, que atuava como meia.

## Carreira
Hamed Kavianpour representou a Seleção Iraniana de Futebol na Copa da Ásia de 2004.

## Títulos
Seleção iraniana
- Copa da Ásia de 2004: 3º Lugar